# Конти Вроцлавскје
Конти Вроцлавскје (пољ. Kąty Wrocławskie) град је у Пољској у Војводству доњошлеском. По подацима из 2012. године број становника у месту је био 6264.

## Становништво
| 2012. |
| ----- |
| 6.264 |

## Партнерски градови
- Библис
- Жерков